# Klaus Sames

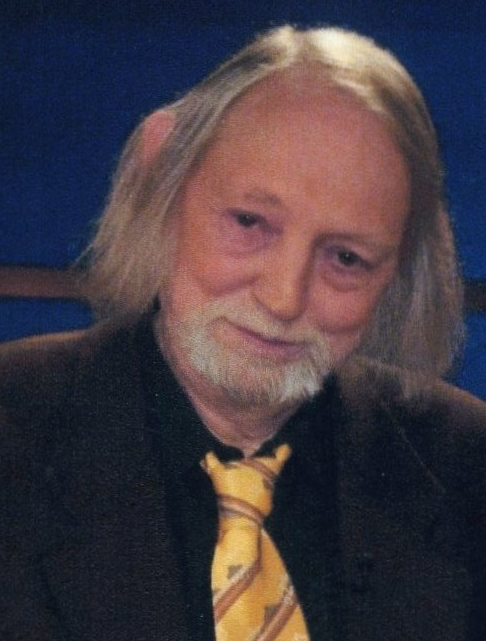
Klaus Sames

Klaus Hermann Sames (* 12. April 1939 in Kassel) ist ein deutscher Arzt, Anatom, Gerontologe, Kryoniker und emeritierter Hochschullehrer.

## Leben und Wirken
Klaus Sames begann zunächst ein Studium der evangelischen Theologie und studierte anschließend Medizin an der Westfälischen Wilhelms-Universität in  Münster. Er wurde als Arzt approbiert und 1971 mit einer Dissertation zum Thema In-vitro-Biosynthese und Abbau von Chondroitinsulfat und Keratansulfat aus der Grundsubstanz menschlichen Rippenknorpels und ihre Abhängigkeit vom Lebensalter zum Doktor der Medizin promoviert. Von 1971 bis 1973 war er Wissenschaftlicher Assistent an der Universität Heidelberg und von 1973 bis 1985 an den Universitäten Marburg, Erlangen-Nürnberg und Hamburg. 1981 wurde er an der Universität Erlangen-Nürnberg habilitiert. Zwischen 1985 und 1988 war Sames Dozent an der Freien Universität Berlin, die ihm 1987 den Titel eines außerplanmäßigen Professors für die Fächer Anatomie und – erstmals in Deutschland – experimentelle Gerontologie verlieh. Von 1988 bis 1997 hatte er Vertretungsprofessuren für Anatomie an den Universitäten Heidelberg, Freiburg, Zürich und Hamburg inne. Von 1997 bis 2004 war er außerplanmäßiger Professor für Anatomie an der Universität Hamburg.
Sames forschte vier Jahrzehnte lang über die Verlängerung der menschlichen Lebensspanne und spezialisierte sich in der Kryonik. Er arbeitet derzeit als wissenschaftlicher Berater für das amerikanische Cryonics Institute und ist Ehrenmitglied der Deutschen Gesellschaft für Gerontologie und Geriatrie, Vorstandsmitglied und Ehrenvorsitzender der Deutschen Gesellschaft für Angewandte Biostase sowie Mitglied der Anatomischen Gesellschaft, der Deutschen Gesellschaft für Matrixbiologie und der New York Academy of Sciences.

## Schriften (Auswahl)
- In-vitro-Biosynthese und Abbau von Chondroitinsulfat und Keratansulfat aus der Grundsubstanz menschlichen Rippenknorpels und ihre Abhängigkeit vom Lebensalter. Dissertation, Westfälische Wilhelms-Universität, Münster 1971.
- Morphologische und histochemische Untersuchungen über das in-vitro- und in-vivo Altern von Corneaendothel und Trabeculum corneosclerale. Habilitationsschrift, Friedrich-Alexander-Universität Erlangen-Nürnberg 1980.
- The role of proteoglycans and glycosaminolglycans in aging. 11 tables. S. Karger Verlag, Basel 1994, ISBN 3-8055-5925-9.
- Medizinische Regeneration und Tissue Engineering. Neue Techniken der Erhaltung und Erneuerung von Gewebefunktionen. Ecomed Verlag, Landsberg am Lech 1999, ISBN 3-609-76930-0.
- Sterblich durch ein Gesetz der Natur? Die Durchsetzung des Lebens und die Möglichkeiten der Forschung. Frieling-Verlag Berlin 2000, ISBN 3-8280-1166-7.
- mit Erhard Olbrich, Axel Schramm: Kompendium der Gerontologie. Interdisziplinäres Handbuch für Forschung, Klinik und Praxis. Bd. 2, Ecomed Verlag, Landsberg am Lech 2001, ISBN 3-609-76090-7.
- Extending the lifespan. Biotechnical, gerontological, and social problems. Collected transcripts of the international conference on „experimental gerontology“, conducted by the German Society of Gerontology and Geriatrics (DGGG e.V., Sektion I), 24–26. September 2003, Hamburg. Münster 2005, ISBN 3-8258-8563-1.
- Applied Cryobiology. Human biostasis. Ibidem Verlag, Stuttgart 2013, ISBN 978-3-8382-0458-1.